# Urgentni centar (američka TV serija, 4. sezona)
Četvrta sezona serije "Urgentni centar" je emitovana od 25. septembra 1997. do 14. maja 1998. godine na kanalu NBC i broji 22 epizode.

## Opis
Marija Belo, koja se epizodno pojavljivala u prošloj sezoni, je unapređena u glavnu postavu. Aleks Kingston se pridružila glavnoj postavi na početku sezone.

## Uloge

### Glavne
- Entoni Edvards kao dr. Mark Grin
- Džordž Kluni kao dr. Dag Ros
- Noa Vajl kao Džon Karter
- Džulijana Margulis kao Kerol Hatavej
- Glorija Ruben kao dr. Džini Bule
- Lora Ins kao Keri Viver
- Marija Belo kao dr. Ana Del Amiko
- Aleks Kingston kao Elizabet Kordej
- Erik La Sejl kao dr. Piter Benton

### Epizodne
- Pol Mekrejn kao Robert Romano (Epizode 5-6, 8-12, 15-21)

## Epizode
| Br. u seriji | Br. u sezoni | Naslov                             | Reditelj                | Scenario                                 | Premijerno emitovanje |
| --- | ------------ | ---------------------------------- | ----------------------- | ---------------------------------------- | --------------------- |
| 70 | 1            | Zaseda                             | Tomas Šlejm             | Kerol Flint                              | 25. септембар 1997.   |
| Ekipa snimatelja javnog servisa je povana u urgentni centar da snimi dokumentarac. Nova britanska hirurškinja Elizabet Kordej koristi nepoznate zdravstvene izraze. Morgenstern dobija infarkt. Prva pojava Elizabet Kordej. |              |                                    |                         |                                          |                       |
| 71 | 2            | Nešto novo                         | Kristofer Čulak         | Lidija Vudvard                           | 2. октобар 1997.      |
| Dok se još oporavlja od batina, Grin daje pogrešnu dijagnozu svojim slučajevima. Benton i Karla konačno daju ime sinu koji se oporavlja od ranijeg rođenja. Hatavejeva i Ros nastavljaju svoju tajnu vezu. Karter se suočava sa gubljenjem svog višeg položaja zbog prebaicjvanja sa hirurgije u urgentni centar. |              |                                    |                         |                                          |                       |
| 72 | 3            | Prijateljska vatra                 | Feliks Enrike Alkala    | Valon Grin                               | 9. октобар 1997.      |
| Džinin bivši suprug Al je prinuđen da otkrije svoje HIV-pozitivno stanje nakon nesreće na radu. Viverova mora da smanji troškove budžeta nakon što je izabrana za Morgensternovu privremenu zamenu. Karter je ljubomoran na Megi Dojl zbog izveštaja Del Amikovoj. Bentonov sin je kršten po Bentonovoj želji. Grin nastavlja sa izlascima, ali to utiče na njegovu povredu. Privlačnu šalterušu bez radnog iskustva je zaposlio Grin. Džeri je zamoljen da uzme slobodne dane jer je slučajno zapucao u urgentnom centru. |              |                                    |                         |                                          |                       |
| 73 | 4            | Kad se grana slomi                 | Ričard Torp             | Džek Orman                               | 16. октобар 1997.     |
| Postučinci Grinovih batina prete njegovima viđanjima sa ćerkom. Karter i Del Amikova rade sa novim studentima medicine. I Džini i Al imaju poteškoća na poslu zbog svog HIV-pozitivnog stanja. Viverova govori Rosu da nađe novac za istraživanja da bi zadržao posao. Trenje između Rosa i Del Amikova skoro dovodi do davanja pogrešnih lekova detetu. Kerolino saosećanje se sukobljava sa Grinovom okorelošću zbog predrasuda lečenja trudnice narkomanke. Zpaosleni se ujedinjavaju da pomognu žrtvama saobraćajne nesreće iz autobusa, a Karter i Benton besne zbog Karterovog prebacivanja na urgentno zdravstvo.                    |              |                                    |                         |                                          |                       |
| 74 | 5            | Dobar dodir, loš dodir             | Džonatan Kaplan         | Dejvid Mils                              | 30. октобар 1997.     |
| Hatavejeva dolazi na zamisao da otvori pedijatrijsku kliniku za urgentni centar i počinje da skuplja novac. Teak slučaj mladog atletičara donosi novo razumevanje između Rosa i Del Amikove. Grinova poteškoća sa besom iskrsava kad je optužen za nemar. Karter uspeva kod teške dijagnoze i potvrđuje svoju odluku da se prebaci sa hirurgije u urgentni centar. Benton ima porblema oko klackanja posla i roditeljstva. Džini vidi kako se Al i njegov bivši najbolji drug gadno svađaju. Benton upoznaje sponzora dr. Kordej, dr. Roberta "Raketu" Romana. Prva pojava Roberta Romana.                                                  |              |                                    |                         |                                          |                       |
| 75 | 6            | Nulta tačka                        | Darnel Martin           | Samanta Hauard Korbin                    | 6. новембар 1997.     |
| Bentonovo protivinštvo sa Kordejevom ga teraju da se pridruži Romanovoj ekipi. Grin se poverava Sintiji, novoj šalteruši, dok život nastavlja da mu ide nizbrdo. Nakon razgovora sa "Sajnerdžiksom", preduzećem koje pomaže bolnici oko troškova, Viverova daje otkaz Džini zbog novčanih razloga. Hatavejeva se sastaje sa Karterovom bogatom bakom Milisent "Gamom" Karter oko fonda svoje klinike. Karter razmišlja o tome da pomene da je bogat da bi se približio Del Amikovoj, ali to mu se obija o glavu. Ros saznaje da mu je otac umro.                                                                                            |              |                                    |                         |                                          |                       |
| 76 | 7            | Očevi i sinovi                     | Kristofer Čulak         | Džon Vels                                | 13. новембар 1997.    |
| Grin i Ros odlaze u Kaliforniju da pokupe stvari njegovog pokojnog oca. Dok su na putu, njih dvojica posećuju kuću Grinovih roditelja, a kasnije im dolazi gost iznenađenja. |              |                                    |                         |                                          |                       |
| 77 | 8            | Šou nakaza                         | Darnel Martin           | Nil Bir                                  | 20. новембар 1997.    |
| Megi Dojl pomaže Džini da vrati svoj posao. Romano, Benton i Kordejeva rade na jevinstvenom slučaju operacije dečaka sa obrnutim organima. Klinika Hatavejeve je prinuđena da se otvori ranije kad Milisent pošalje novac prerano. Jedan od Karterovih nesposobnih bivših studenata se vraća da radi na šalteru, a završava kao bolesnik. Grin se nalazi sa zastupnikom koji može da okonča njegove pravne poteškoće u zamenu za provođenje dana posmatrajući urgentni centar. |              |                                    |                         |                                          |                       |
| 78 | 9            | Ometanje pravde                    | Ričard Torp             | Lens Džentil                             | 11. децембар 1997.    |
| "Sajterdžiks" otvara prodavnicu u Opštoj bolnici. Braneći bolesnicu koja je zlostavljana, Karter je uhapšen zbog odbijanja saradnje sa policijom. Dok Viverova pristaje da da Džini njen stari posao, Al, Džinin bivši suprug, odlazi za Atlantu da počne novi život bez Džini. Sintija razgovara sa Grinovom ženom na pogrešan način što se tiče Rejčel. Grinov zastupnik šeta urgentnim centrom i završava spašavajući život. Kordejeva operiše da bi spasla nogu ženi po imenu Alison Bomont, a bolesnica pada u komu, ishodujuću da Kordejeva preispituje svoje naprednosti.                                                            |              |                                    |                         |                                          |                       |
| 79 | 10           | Je l' vidiš isto što i ja?         | Sara Pija Anderson      | Sinopis: Džek Orman Scenario: Linda Gejs | 18. децембар 1997.    |
| Na Badnje veče, Benton i Del Amikova razvijaju čudan odnos nakon što je on izgleda učinio da slepac progleda njegovim dodirom. Grin ima posla sa starijom ženom žrtvom silovanja. Kordejeva nastavlja svoje spašavanje zbog Alisonine kome, a Romano joj pomaže. Grin otkriva da Sintija ima dete i konačno ostavlja svoju povredu u prošlosti. Viverova razvija durgarstvo sa predstavnikom "Sajnerdžiksa", dr. Elisom Vestom. Gama Karter obilazi kliniku sa Hatavejevom i Džini i odobrava dodatni fond. Karter otkriva da njegov brat od strica Čejs ima poteškoća sa heroinom. Ros i Hatavejeva otkrivaju svoju vezu urgentnom centru. |              |                                    |                         |                                          |                       |
| 80 | 11           | Razmišljaj toplim mislima          | Čarls Hed               | Dejvid Mils                              | 8. јануар 1998.       |
| U baš hladnoj noći urgentni centar je prepunjen beskućnicima kojima je hladno. Viverova tera "Snajdžeriks" da preuzme upravu urgentnog centra. Džini radi sa Anspoovim sinom Skotom koji se boji da mu se rak vratio. Kordejeva ljuti Romana radeći sa Alison koja ima problema sa glasom. Benton i Karter drže predavanje studentima medicine. Ros i Hatavejeva razmišljaju da se uzmu, ali Kerolina majka nije srećna što joj se ćerka zabavlja sa Dagom opet. |              |                                    |                         |                                          |                       |
| 81 | 12           | Oštro olakšanje                    | Kristofer Čulak         | Samanta Hauard Korbin                    | 15. јануар 1998.      |
| Viverova preispituje upravu "Sajnerdžiksa" jer budžet preti da zatvori centre za povrede. Drugu stariju ženu žrtvu silovanja je pronašla Hatavejeva tokom vožnje ambulantnim kombijem što ukazuje na pretnju od serijskog silovatelja. Rastu trenja između Bentona, Kordejeve i Romana. Džini ohrabruje Skotov duh dok se on suočava sa novom borbom protiv raka. Karter i Del Amikova rade zajedno da pomognu Čejsu u odvikavanju od heroina. Hatavejeva i bolničar razmenjuju svoja iskustva oko samoubistva (bolničareva majka se obesila) i poljube se. Hatavejeva priznaje to Rosu koji popizdi.                                       |              |                                    |                         |                                          |                       |
| 82 | 13           | Karterov izbor                     | Džon Vels               | Džon Vels                                | 29. јануар 1998.      |
| Serijski silovatelj je konačno uhvaćen, ali mu treba lečenje. Umno poremećena žena se porađa. Bentonov sin će morati možda u jaslice i on se suočava sa tim uz pomoć Kordejeve. Ros i Hatavejeva, kao i Grin i Sintija, imaju poteškoće u vezi. Karterovi postupci lečenja serijskog silovatelja izazivaju trenja između njega i Del Amikove. |              |                                    |                         |                                          |                       |
| 83 | 14           | Porodična praksa                   | Čarls Hed               | Kerol Flint                              | 5. фебруар 1998.      |
| Grin se vraća u San Dijego da pomogne kad mu se majka povredila, a Sintija ide sa njim. Kad se njegov otac razboli, Grin počinje da pomaže u urgentnom centru vojne bolnice kada se helikopter srušio. Grin i Sintija su prinuđeni da obnove svoju vezu koja bledi, dok se Grin i njegov otac zbližavaju. |              |                                    |                         |                                          |                       |
| 84 | 15           | Odlazak                            | Kristofer Čulak         | Valon Grin i Džo Saks                    | 26. фебруар 1998.     |
| Dok Grina nema, prosipanje hemikalije u urgentnom centru izaziva haos. Pošto Viverova ne radi, Karter mora da preuzme vođenje. Pošto je urgentni centar evakuisan, Ros i Hatavejeva rizikuju svoje živote da spasu devojčicu dok Kordejeva rizikuje svoj život da bi spasla čoveka zarobljenog u srušenom skladištu. |              |                                    |                         |                                          |                       |
| 85 | 16           | Staratelj mog brata                | Žak Toberen             | Džek Orman                               | 5. март 1998.         |
| Viverova optužuje Rosa za predavanje manjkavog proučavanja. Grin traži Sintiju. Karterov brat od strica Čejs se predozirao. Kordejeva prima svoj prvi pregled od Romana i zbližava se sa Bentonom. Skot i Džini nastavljaju svoju vezu. |              |                                    |                         |                                          |                       |
| 86 | 17           | Krvavi nered                       | Ričard Torp             | Linda Gejs                               | 9. април 1998.        |
| Benton, Kordejeva i Ris su učestvovali u saobraćajnoj nesreći. Skotov rak se pogoršava što ga vraća na negu kod Džini. Morgenstern se vraća, ali ima poteškoća na poslu zbog infarkta. Čejs ima oštećenje mozga zbog predoziranja, a Karter ga pazi. Hatavejeva radi na aktivistima za životinjska prava nakon što je prosved pošao po zlu. Benton iznenađuje Kordejevu pojavljujući se u njenom stanu. |              |                                    |                         |                                          |                       |
| 87 | 18           | Reakcija grla                      | T. R. Babu Sabramenijan | Nil Bir                                  | 16. април 1998.       |
| Benton i Morgenstern se sukobljavaju nakon što je operacije loše urađena. Skot, uz Džininu pomoć, donosi odluku u vezi svog lečenja zbog raka. Karter pomaže Del Amikovoj kada je otkriveno da je ona mogući davalac koštane srži za bolesnika. Ros štiti bolesno dete. Grin, uz Džerijevu pomoć, organizuje zabavu, ali to smeta banketu urgentnog centra. Gama Karter možda sreže budžet klinike Hatavejeve što prisiljava Kartera da donese tešku odluku. |              |                                    |                         |                                          |                       |
| 88 | 19           | Nijanse sive                       | Lens Džentil            | Samanta Hauard Korbin                    | 23. април 1998.       |
| Benton je prinuđen da preuzme krivicu za loše odrađenu operaciju sve dok Morgenstern ne otkrije potresno otkriće. Alison Bomont se vratila nakon što je opečena u požaru. Karter se suočava sa životom bez novčane pomoći svoje porodice. Džini pomaže Anspu u toku teškog dana. Ros razgovara sa bračnim parom oko lečenja povrede njihove trudne ćerke i zbog izbegavanja njenog dečka. |              |                                    |                         |                                          |                       |
| 89 | 20           | Iz prošle žalosti i budućeg straha | Entoni Edvards          | Džek Orman                               | 30. април 1998.       |
| Romano daje ponudu Kordejevoj koja je odbija. Ris Benton je kršten. Ros ima posla sa detetom zavisnim od metadona. Karter i Del Amikova leče čoveka koji ne zna da priča dobro. Hatavejeva leči čoveka koji će umreti od hemijskih opekotina i donosi odluku o sebi i Rosu. |              |                                    |                         |                                          |                       |
| 90 | 21           | Pate mala deca                     | Kristofer Misijano      | Valon Grin                               | 7. мај 1998.          |
| Bivši dečko Del Amikove sprovodi proučavanje u bolnici. Telepropovednik koristi urgentni centar da dobije novac. Ros i Hatavejeva rizikuju svoje poslove kako bi necrkveno izlečili dete zavisno od metadona. Džini se obraća Viverovoj za pomoć zbog ličnih poteškoća. |              |                                    |                         |                                          |                       |
| 91 | 22           | Rupa u srcu                        | Lesli Linka Glater      | Lidija Vudvard                           | 14. мај 1998.         |
| Dok se Džoš, dete zavisno od metadona, oporavlja od ultrabrze detoksikacije, Rosova poslovna i lična veza trpe. Hatavejeva sumnja na bolesnika koji je hteo da se ubije. Poteškoće Kordejeve sa Romanom postaju kritične. Karterova ljubomora na Dela Amikovu i njenog bivšeg dečka dostižu tačku pucanja. Nešto nije u redu sa Bentonovim sinom. Poslednja pojava Ane Dal Amiko. |              |                                    |                         |                                          |                       |